# Les Lesbiennes dépassent les frontières
Les Lesbiennes dépassent les frontières est un collectif de lesbiennes féministes et lesbiens créé en 2011 à Paris engagé sur la question des personnes LGBT en France et plus spécifiquement visant à aider les lesbiennes de l'immigration. 

## Historique
Existant informellement depuis la fin des années 1990 à Paris comme réseau de soutien des lesbiennes sans-papiers, le collectif est officiellement fondé en 2011,,, afin de rompre l'isolement des lesbiennes issues de l'immigration. Son action s'inscrit dans une complémentarité avec celle d'autres associations comme l'ARDHIs qui intervient dans la constitution des dossiers de demande d'asile.

## Moyens
Les activités du réseau sont financées uniquement par des dons individuels. Elles se déroulent en français et en anglais, un tiers des lesbiennes réfugiées membres du réseau étant anglophones. Elles sont soutenues par des associations féministes et lesbiennes telles que la coordination lesbienne en France, la maison des femmes de Paris, Cineffable, les Dégommeuses, Bagdam Espace Lesbien.
En 2018, le réseau Les Lesbiennes dépassent les frontières rassemblait 270 lesbiennes dont plus de 160 réfugiées. Les lesbiennes exilées membres du réseau viennent, entre autres, d'Algérie, Arménie, Burkina Faso, Cameroun, Congo Brazzaville, Côte d’Ivoire, Géorgie, Guinée, Iran, Kenya, Mali, Maroc, Mauritanie, Nigéria, Ouganda, Russie, Sénégal, Sierra Leone, Tanzanie, Tunisie.
Faïna Grossman est la cofondatrice et coordinatrice de l'association,.

## Actions
Le réseau propose, depuis sa création : hébergement, accompagnement dans les démarches administratives, notamment de demande d'asile, traduction, soutien psychologique, hébergement d'urgence. Les membres du réseau animent une permanence mensuelle à la Maison des Femmes de Paris, le troisième samedi de chaque mois, et organisent une fête annuelle au Tango pour célébrer les cultures lesbiennes, faire connaître le réseau, et collecter des fonds.
Le réseau est devenu un safe space pour permettre le partage des témoignages de lesbiennes de l'immigration. Les membres du réseau interviennent ainsi lors de rencontres publiques,, ou d'émissions radiophoniques, notamment au Centre international de culture populaire (CICP),,.
L'action du collectif s'inscrit dans une dynamique de renversement de la dichotomie assistante-assistée. Les lesbiennes réfugiées du collectif, et celles qui ne le sont pas, peuvent autant les unes que les autres soutenir les femmes qui approchent le collectif pour obtenir de l'aide.

### Demandes d'asile
Les Lesbiennes dépassent les frontières accompagnent les demandeuses d'asile dans la construction de leurs dossiers pour obtenir le statut de réfugiées auprès de l'Office français de protection des réfugiés et apatrides (OFPRA) en tant qu'association habilitée,. Le collectif collabore avec des avocates au cours de recours contentieux contre les décisions de l'Office français de protection des réfugiés et apatrides (OFFRA) devant la Cour nationale du droit d'asile (CNDA). Il aide notamment les personnes à structurer les récits censés « prouver leur lesbianisme ». Ces femmes, persécutées dans leur pays d'origine pour leur orientation sexuelle intériorisent parfois la lesbophobie, le fait de cacher leur lesbianisme et le nier. Le collectif Les Lesbiennes dépassent les frontières aide ces femmes lesbiennes à renseigner leur orientation sexuelle aux autorités pendant leurs démarches administratives de demande d'asile. Le collectif les aide à écrire leur récit et à le traduire si nécessaire.

### Participation au rapport sur les LGBTIphobies 2020
Le collectif Les Lesbiennes dépassent les frontières a participé à la rédaction du rapport annuel sur l'homophobie, dans sa version de 2020, publié par l'association SOS homophobie. Sous les prénoms de Lilly et Faina, deux membres du collectif expliquent les difficultés spécifiques rencontrées par les lesbiennes lors de leur départ et pendant leur migration. Le collectif se conçoit comme un lieu accueillant pour les lesbiennes ayant souvent vécues des violences dans leur pays d'origine en raison de leur orientation sexuelle. Les Lesbiennes dépassent les frontières accueillent les lesbiennes qui ont pu fuir les violences physiques et psychiques telles que les viols correctifs, les mariages forcés, l'enfermement familial, la prison et la torture. Les Lesbiennes dépassent les frontières peuvent également documenter, à travers les témoignages des lesbiennes qui ont pu émigrer et qui sont les compagnes de femmes restées dans leur pays d'origine, sur le fait qu'une partie des lesbiennes dont la vie est en danger dans leur pays ne parviennent pas à fuir.

## Distinctions
En 2017, le fonds de dotation féministe et lesbien (LIG) nomme la cofondatrice et coordinatrice de l'association, « Lesbienne d’intérêt général » en hommage à son travail dans l'association, expliquant que « Ce travail au quotidien a permis à chacune d’entre elles de ne pas être seule face aux difficultés de la demande d’asile, et de trouver soutien et amitiés ».